# Uranium City
Uranium City is een stad in de Canadese provincie Saskatchewan. De stad ligt aan de noordelijke oever van het Athabascameer, op 760 km ten noordwesten van Prince Albert, op 760 km ten noordoosten van Edmonton en 48 km ten zuiden van de grens met de Northwest Territories.
De stad is ontstaan toen er goud werd gevonden in dit gebied. De mijnwerkers die in de mijnen in de buurt werkten, kwamen hier wonen. Toen de laatste mijn in de jaren tachtig sloot, werden de gevolgen zichtbaar in de vorm van zware vervuiling.

## Vervoer
Uranium City heeft een eigen vliegveld, Uranium City Airport, geëxploiteerd door de Saskatchewan Government Department of Highways & Transportation. Het vliegveld is een van de weinige werkgevers die er nog zijn in de stad.
Er is geen normale wegverbinding tussen Uranium City en de rest van het land. Wel is een winterroad met Fond-du-Lac.

## Onderwijs
De enig overgebleven school in Uranium city is de Ben McIntyre School, die lessen aanbiedt van de kleuterschool tot en met de 9e klas.

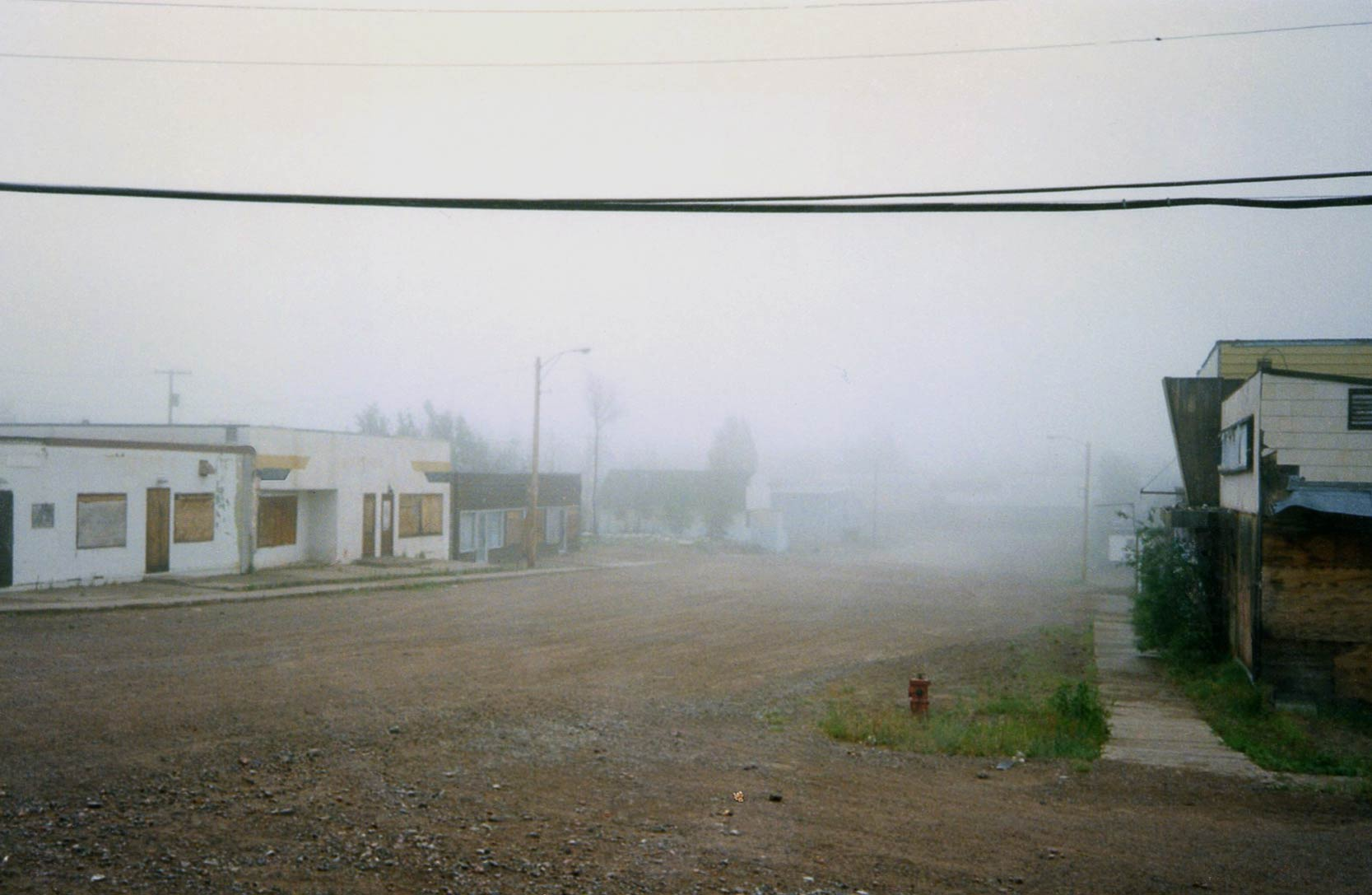
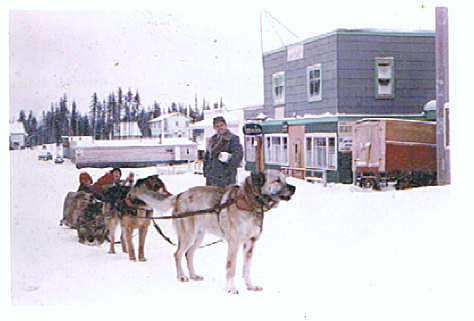